# Stosunki polsko-irlandzkie

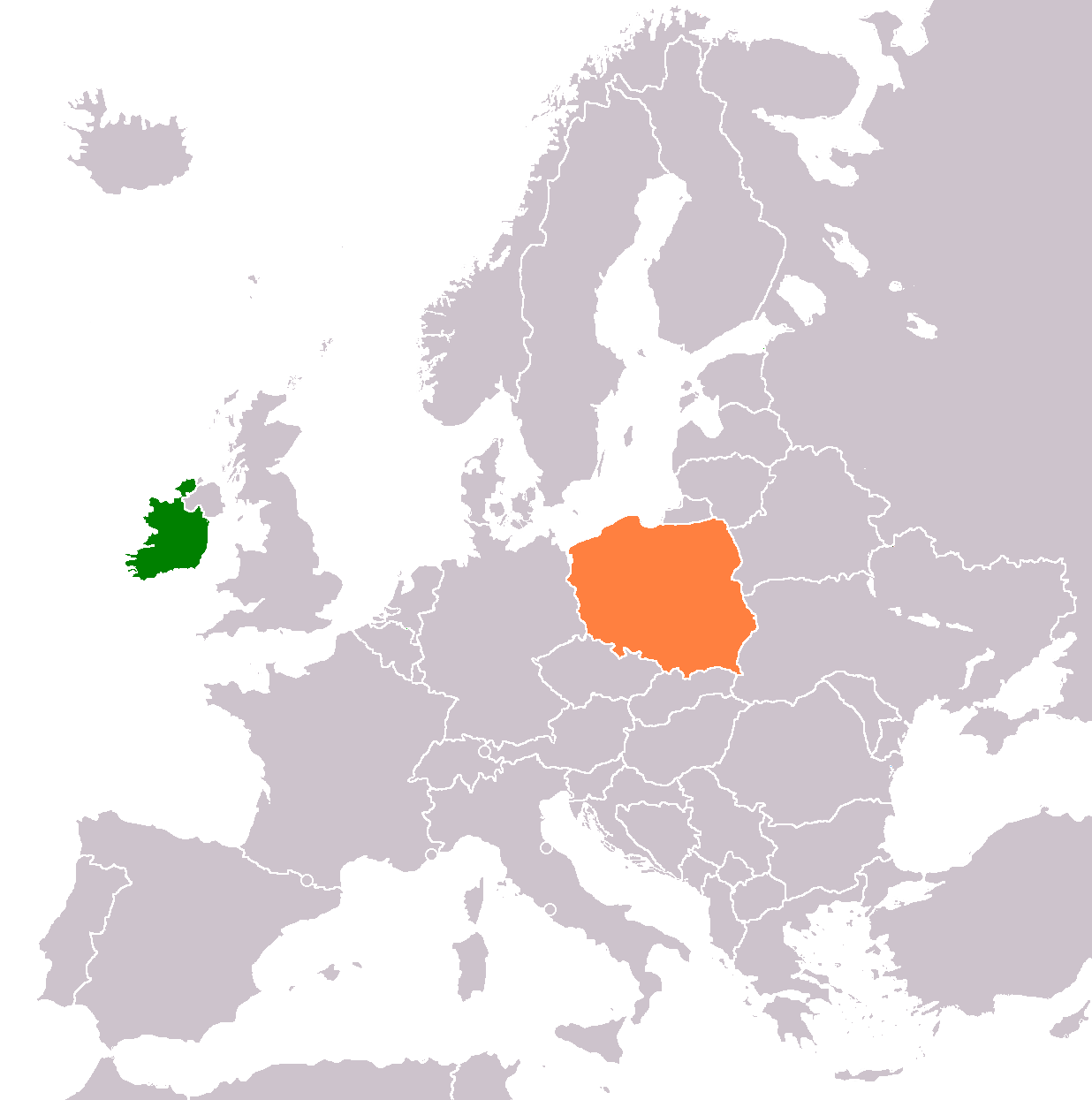
Położenie Polski i Irlandii

Stosunki polsko-irlandzkie – wzajemne relacje między Polską a Irlandią.
Oba kraje są pełnymi członkami Unii Europejskiej i Rady Europy. W 2011 roku w Irlandii mieszkało ok. 122 tys. Polaków, co było tym samym największą mniejszością narodową w tym kraju.

## Polacy w Irlandii
W 2011 roku w Irlandii mieszkało ok. 122 tys. Polaków, co było tym samym największą mniejszością narodową w tym kraju.

## Relacje gospodarcze

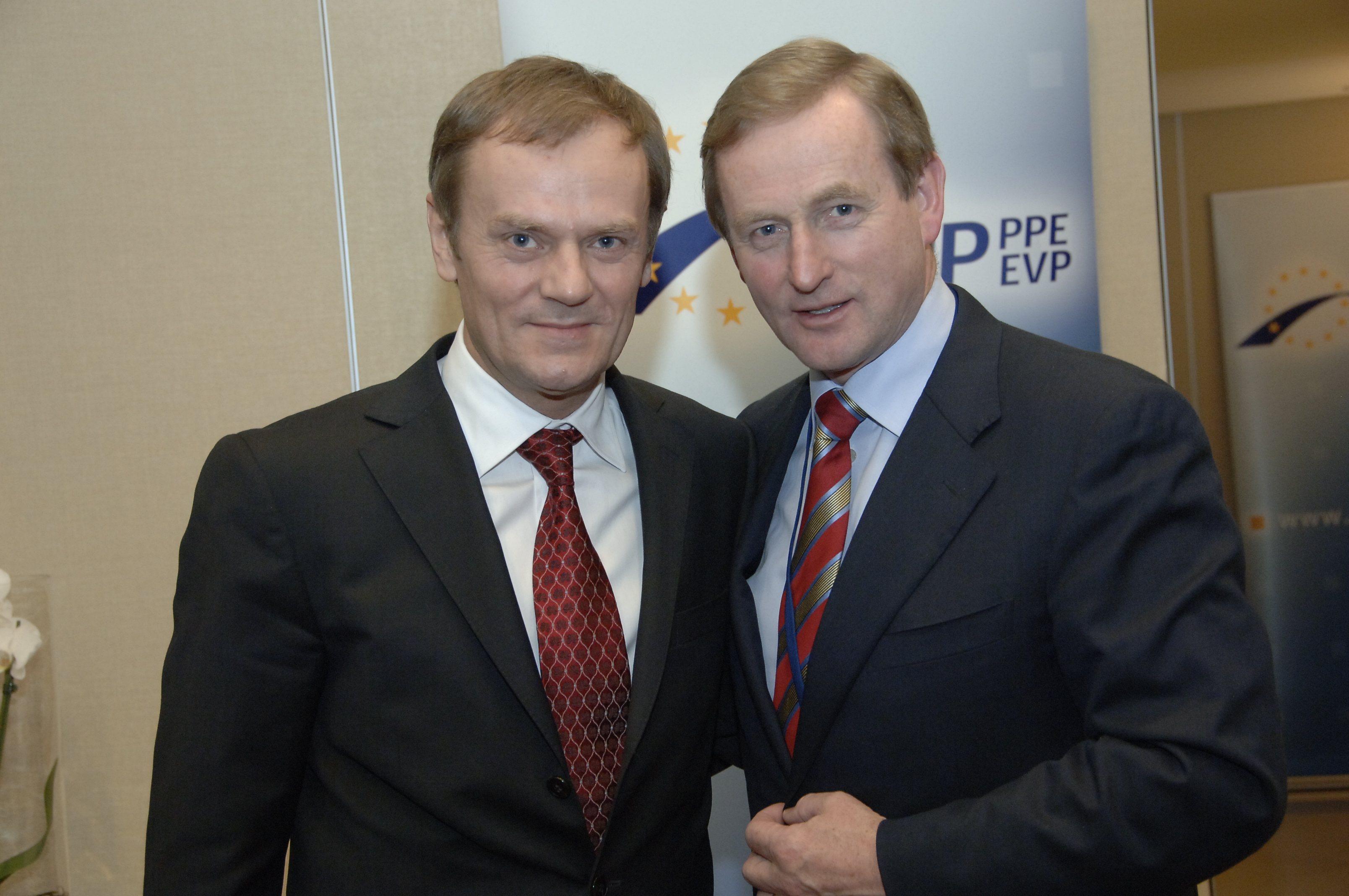
Premierzy Polski i Irlandii w 2007: Donald Tusk i Enda Kenny

W przeprowadzonym badaniu Economic Survey 2012 przez Polsko-Niemiecką Izbę Przemysłowo-Handlową, we współpracy z 6 innymi izbami, w tym też irlandzką, 95% inwestorów zagranicznych zaznaczało Polskę jako lokalizację na swoje inwestycje.
Irlandzka organizacja rządowa Enterprise Ireland szacuje, że 160 irlandzkich firm eksportuje swoje wyroby do Polski, oraz że 60 przedsiębiorstw ma w wielu sektorach fizyczną osobowość prawną w Polsce. Ułatwieniem dla gospodarek obu państw jest bezpośrednie połączenia lotnicze z Dublina i Cork pomiędzy dziesięcioma polskimi miastami i dużą polską diasporą, co ułatwia tworzenie nieformalnych kontaktów. Duża liczba Polaków wysyła pieniądze do swojego kraju, jednocześnie irlandzcy obywatele i firmy urzędujące w Polsce wysyłają pieniądze z powrotem do Irlandii.